# Cipriano García Fernández

Bischofswappen von Cipriano García Fernández

Cipriano García Fernández OSA (* 23. Dezember 1931 in Santibáñez de Tera; † 13. August 2025 in Madrid) war ein spanischer römisch-katholischer Ordensgeistlicher und Prälat von Cafayate in Argentinien.

## Leben
Cipriano García Fernández trat dem Augustinerorden bei und empfing am 15. Juli 1956 die Priesterweihe.
Papst Johannes Paul II. ernannte ihn am 28. Mai 1991 zum Prälaten von Cafayate. Der Erzbischof von Salta, Moisés Julio Blanchoud, spendete ihm am 11. August desselben Jahres die Bischofsweihe; Mitkonsekratoren waren Erzbischof Ubaldo Calabresi, Apostolischer Nuntius in Argentinien, und Elmer Osmar Ramón Miani, Bischof von Catamarca.
Am 26. Januar 2007 nahm Papst Benedikt XVI. sein altersbedingtes Rücktrittsgesuch an.
Er starb im Alter von 93 Jahren im Krankenhaus Carlos III in Madrid.